# 어린이 보호구역

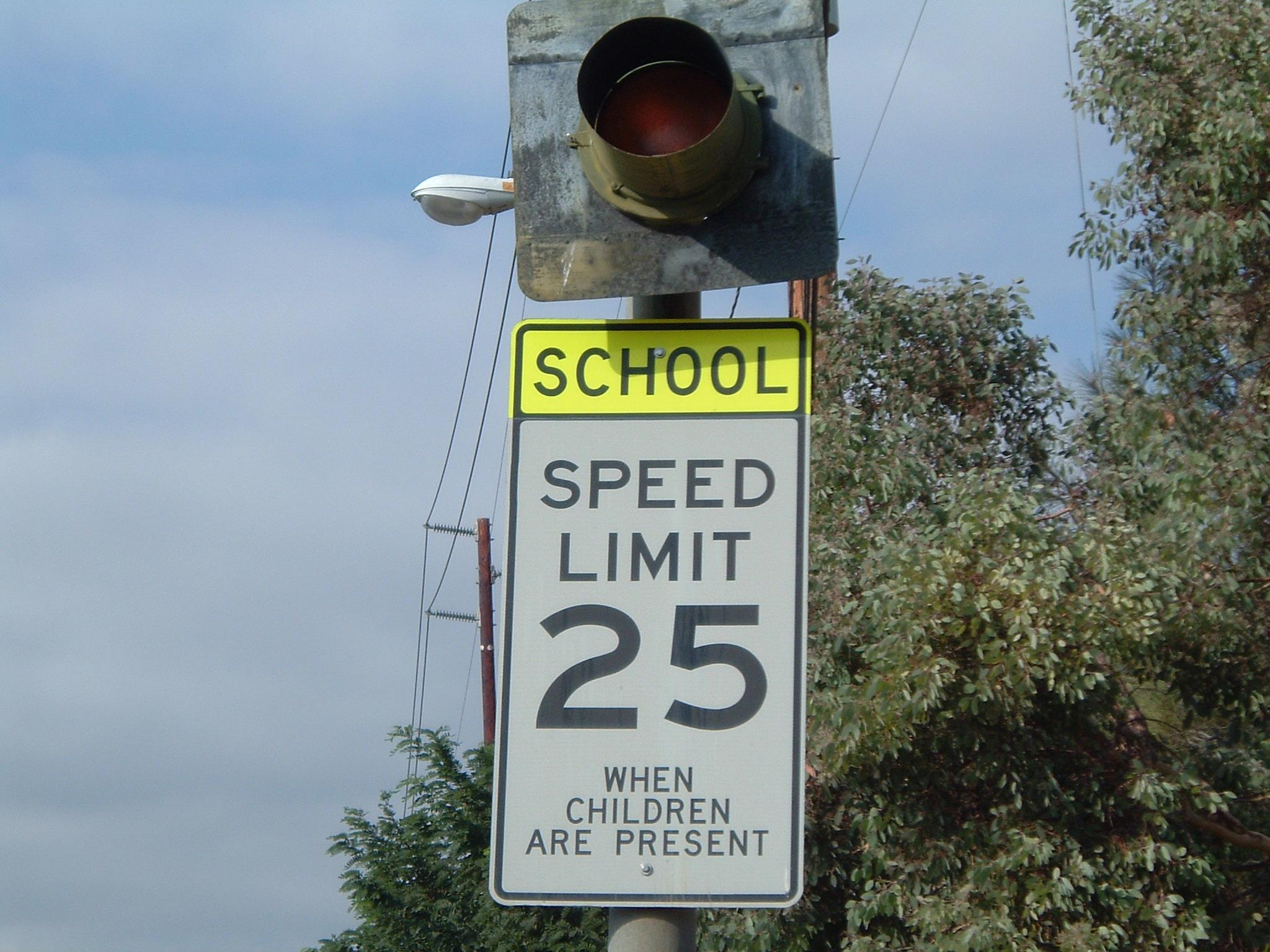
캘리포니아 칼라바사의 신호등 가까이에 어린이 보호구역 표지판이 있고 그 주위에 "최고 속도" 표지판이 보인다.

어린이 보호구역은 유치원·초등학교·특수학교 및 정원 100명 이상의 보육시설로 이어진 횡단보도 주변, 주출입문 반경 300 m 이내 통학로에 있는 도로의 모든 지역을 말한다. 스쿨 존(영어: school zone)이라고도 부르며 청소년들이 안심하고 활동할 수 있도록 설정된 안전 지대를 뜻하는 "블루 존"(blue zone)과 비슷하다. 대한민국 어린이보호구역에서 어린이가 사망한 숫자는 2018년 3명을 포함하여 2020년 3월 기준으로 5년 동안 31명이다. 어린이 보호구역은 일반적으로 특정한 시간 동안에 속도 제한을 도입하고 있으며 자동차 운행을 금하는 경우도 있다.

## 효력

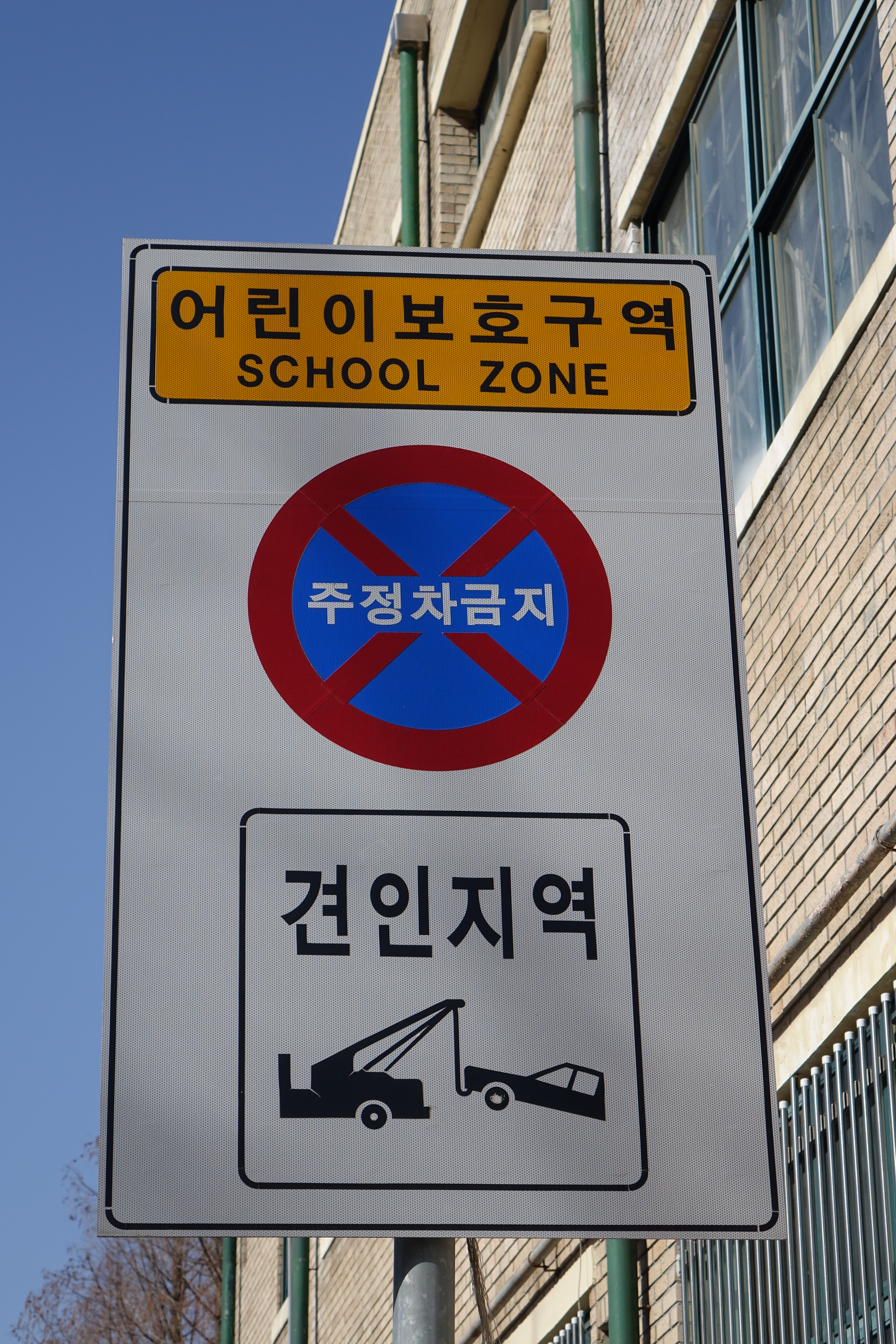
대한민국 표지판

어린이 보호구역의 속도 제한은 평일 등하교 시간 즈음에 어린이들이 길을 건널 가능성이 있을 동안에만 적용된다. 지역에 따라 어린이 보호구역의 속도 제한은 학기가 있는 기간 동안에는 모든 시간대에 효력이 있고 이따금씩 학기가 있기 전후 며칠 동안에 효력이 있는 경우가 있다. 어린이 보호구역이 효력이 있을 때에는 노란색 신호등을 켜기도 한다.
어린이 보호구역은 방학 프로그램이 존재할 수 있어서 방학 기간 동안에도 효력이 있을 수 있다. 그러나 일부 지역에서 어린이 보호구역 표지판은 방학 동안에 사용하지 않음으로써 자가용 운전자들은 정상적인 속도로 운행할 수 있다.
일부 도시에서 어린이 보호구역이 있는 지역에서는 자동차 추월을 금하고 있다.

## 나라별

### 대한민국
대한민국에서는 1995년에 도로교통법이 제정한 "어린이 보호구역의 지정 및 관리에 관한 규칙"에 따라 도입하여, 2011년에 "어린이·노인 및 장애인 보호구역"의 지정되었다가, 2019년 12월 24일에 이른바 민식이법이라 불리는 개정안이 통과되어 특정범죄 가중처벌 등에 관한 법률이 개정되었다.

### 미국
캘리포니아에서 어린이 보호구역은 어린이가 도로에 있을 때에만 효력이 있으며 일반적으로 시속 20~25 마일(32~40 킬로미터)의 속도 제한을 두고 있다.

## 같이 보기
- 노인 보호구역
- 장애인 보호구역